# Reforma de los Cien Días
La Reforma de los Cien Días es el nombre que recibe el breve período de la historia de China comprendido entre el 11 de junio y el 21 de septiembre de 1898 durante el cual el joven emperador Guangxu, con la colaboración de varios intelectuales reformistas encabezados por Kang Youwei y sus discípulos Liang Qichao y Tan Sitong, pusieron en marcha un vasto programa de reformas que pretendía sacar a China de la postración en que se encontraba a causa de la agresión de las potencias imperialistas occidentales y de Japón. Las reformas fueron cortadas de raíz por la emperatriz viuda Cixi que recluyó al emperador en una isla de los jardines imperiales y ordenó la detención de los reformistas que habían colaborado con él. Seis de ellos —los llamados Seis caballeros de la Reforma de los Cien Días entre los que se encontraban Tan Sitong y un hermano de Kang Youwei— fueron decapitados en la plaza del mercado de Caishikou de Pekín. Fue la oportunidad perdida para haber puesto en marcha «el mismo tipo de modernización desde arriba que habían intentado Turquía y Egipto». Así a partir de entonces «la revolución se convirtió en algo tan inevitable como en muchos otros países de Asia».

## Antecedentes

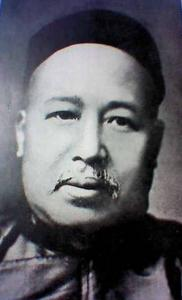
Kang Youwei, el pensador reformista que propuso y dirigió la Reforma de los Cien Días.

Durante el viaje que Liang Qichao y su mentor Kang Youwei hicieron en 1895 a Pekín para presentarse a los exámenes imperiales, su barco, aunque estaba en aguas territoriales chinas, fue abordado y registrado por un navío de Japón —que acababa de infligir una contundente derrota a China—, lo que enfureció a Kang y a Liang, preocupados ambos por la insuficiente respuesta de China a la agresión que estaba padeciendo desde las Guerras del Opio por parte de las potencias occidentales —y ahora también de Japón—. El problema residía, como escribió Liang en 1902, en que China había «contemplado su país como si fuera el mundo», y había considerado a los demás como unos bárbaros.

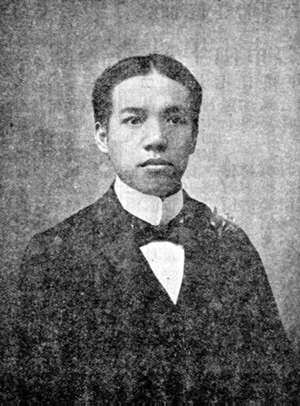
Liang Qichao, el principal discípulo de Kang Youwei, en 1901

Su ira creció cuando estando ya en Pekín se conocieron los términos del humillante Tratado de Shimonoseki por el que China, entre otras concesiones, se veía obligada a ceder la isla de Taiwán a Japón y a renunciar a Corea. Entonces Kang reunió a todos los jóvenes que iban a realizar los exámenes imperiales y en un gesto inaudito presentó una petición colectiva al joven emperador Guangxu, totalmente dominado por su tía la emperatriz viuda Cixi, para que rechazara el tratado e iniciara una serie de reformas al estilo del tanzimat del Imperio Otomano. Kang organizó a continuación una campaña de propaganda y creó sociedades de estudio con nombres como «Sociedad para el Estudio de la Fortaleza Nacional». Liang, por su parte, fundó un periódico pero las autoridades imperiales lo cerraran por lo que se marchó a Shanghái y en 1896 fundó otro llamado Xiwu Bao ('El Progreso Chino') que sólo duró dos años pero los artículos que publicó en él sobre la necesidad de las reformas políticas y educativas, lo convirtieron en «el periodista más influyente de China». En varios de ellos pidió la abolición del sistema de exámenes imperiales y su sustitución por un sistema escolar nacional porque

si no hay cultura moral en los colegios, si no se enseña patriotismo, con ello lo único que ocurrirá será que los alumnos acabarán infectándose de las malignas costumbres de la más baja categoría de occidentales, y se olvidarán de que tienen su propio país.

## Desarrollo

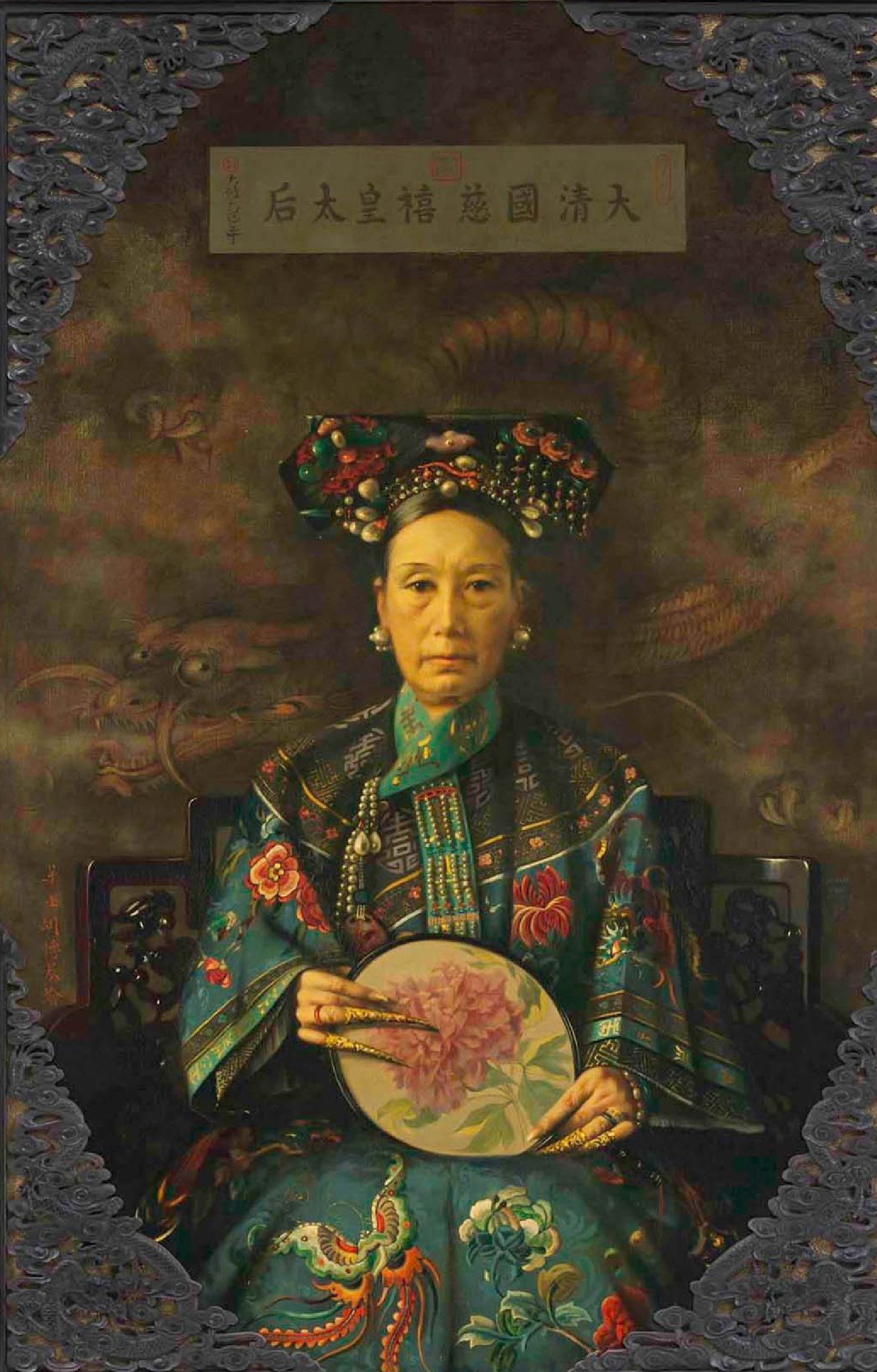
Emperatriz Regente Cixi (1900).

A principios de 1898 la emperatriz viuda Cixi dejó que el joven emperador Guangxu, que tenía entonces veintitrés años, gobernara con plenos poderes y este llamó inmediatamente a Kang Youwei, de quien había leído la petición y el memorando que le había enviado tres años antes, para que se reuniera con él en la Ciudad Prohibida. Durante cinco horas hablaron de las reformas que había que poner en marcha y a partir del 11 de junio comenzaron a publicarse una batería de decretos que pretendían transformar China en todos los ámbitos, desde la administración local hasta el intercambio cultural internacional. Kang contó con la colaboración de Liang Qichao, que fue nombrado director de la oficina de traducción a pesar de que no había aprobado los exámenes imperiales y su periódico Xiwu Bao se convirtió en el órgano oficial del Estado chino. También recurrió a otros destacados discípulos suyos, encabezados por Tan Sitong. Así Liang y Tan Sitong acompañaron a Kang a las reuniones que mantuvo con el emperador en las que no se guardaba en absoluto el rígido protocolo de la corte Qing.
Pero el ritmo tan rápido de las reformas y su contenido, especialmente la abolición del sistema de exámenes imperiales, provocó la hostilidad de los sectores conservadores que seguían siendo fieles a la emperatriz viuda Cixi, que se había retirado al Palacio de Verano. Algunos de sus consejeros le convencieron de que el emperador iba a tomar medidas contra ella por lo que se propuso recuperar sus poderes y poner fin al gobierno de su sobrino. Tan Sitong intentó un golpe de Estado para evitar que actuara en contra del emperador, pero fracasó. La contundente respuesta de Cixi tuvo lugar el 21 de septiembre de 1898, 103 días después del primer decreto imperial, cuando anunció que volvía a asumir los plenos poderes porque el emperador estaba aquejado de una grave enfermedad —en realidad estaba prisionero en una pequeña isla dentro de los jardines imperiales—.

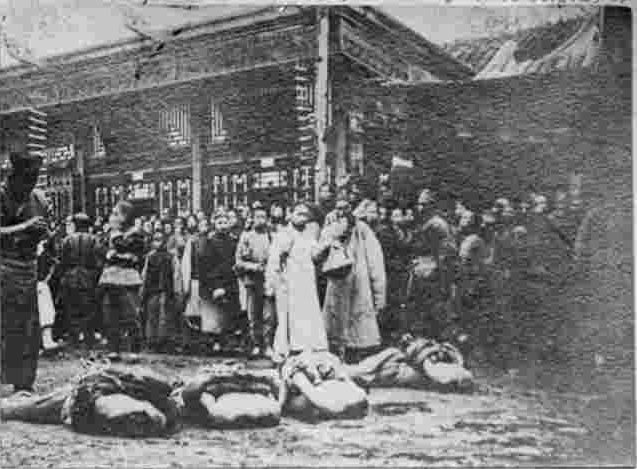
Cuerpos decapitados en 1905, en el mismo lugar donde siete años antes fueron ajusticiados los Seis caballeros de la Reforma de los Cien Días.

A continuación anuló la mayoría de los decretos promulgados desde el 11 de junio y emitió órdenes de arresto en contra de Kang, Liang y Tan Sitong, entre otros intelectuales que habían participado en la «Reforma de los Cien Días». Kang logró escapar a Shanghái y desde allí huyó a la colonia británica de Hong Kong, mientras que Liang y Tan Sitong se refugiaron en la embajada de Japón. Pero Tan no quiso acompañar a Liang al exilio a Japón y abandonó la embajada siendo detenido inmediatamente. Las palabras que dijo para explicar su actitud —que China nunca lograría renovarse hasta que hubiera hombres dispuestos a morir por ella— serían recordadas por varias generaciones de chinos. Tan y otros cinco colaboradores de Kang y Liang, entre ellos el hermano de Kang, fueron condenados a muerte y la sentencia fue leída en las puertas de la Ciudad Prohibida. Después fueron trasladados en un carro hasta el mercado de Caishikou donde fueron decapitados.
La emperatriz Cixi ordenó también que las tumbas de la familia de Kang Youwei fueran profanadas y ofreció una cuantiosa recompensa por la captura de Liang Qichao, al que la Gaceta de Pekín describió como un «pequeño animal con piernas cortas, que va montado a lomos de un lobo» (en referencia a Kan Youwei), aunque consiguió escapar a Tianjin con la ayuda de los japoneses y desde allí zarpó para Japón.